# Pieter Zeeman
Pieter Zeeman [zeːmɑn] (Zonnemaire, 25 maggio 1865 – Amsterdam, 9 ottobre 1943) è stato un fisico olandese.
Nel 1902 divise il Premio Nobel per la Fisica con Hendrik Lorentz, per la sua scoperta dell'effetto Zeeman.

## Infanzia e giovinezza
Pieter Zeeman nacque a Zonnemaire, una piccola città sull'isola di Schouwen-Duiveland, nei Paesi Bassi, figlio di Catharinus Forandinus Zeeman, ministro della Chiesa riformata olandese, e di Willemina Worst.
Si interessò precocemente alla fisica. Nel 1883 il fenomeno dell'aurora boreale fu visibile in Paesi Bassi. Zeeman, a quel tempo studente delle scuole superiori a Zierikzee, ne fece un disegno e una descrizione, che mandò al giornale Nature, dove venne pubblicato. L'editore ringraziò "le attente osservazioni del Professor Zeeman dal suo osservatorio di Zonnemaire", cosa certamente lusinghiera per uno studente di scuola superiore.
Finita la scuola, nel 1883 andò a Delft per studiare ulteriormente le lingue classiche, a quel tempo un requisito fondamentale per chiunque volesse essere ammesso all'università. In quel periodo visse a casa del Dr. J.W. Lely, co-direttore del ginnasio e fratello di
Cornelis Lely, il responsabile della progettazione e della realizzazione dei lavori dello Zuiderzee. A Delft Zeeman conobbe anche Heike Kamerlingh Onnes, che sarebbe poi diventato suo relatore di tesi.

## Studi e inizio della carriera
Zeeman passò gli esami di ammissione all'università nel 1885, e iniziò a studiare fisica all'Università di Leida, dove ebbe come professori Heike Kamerlingh Onnes e Hendrik Lorentz. nel 1890, prima ancora di aver finito la sua tesi, divenne l'assistente di Lorentz. Questo gli permise di far parte di un programma di ricerca sull'effetto Kerr. Nel 1893 presentò la sua tesi di dottorato appunto su un argomento correlato all'effetto Kerr (la riflessione della luce polarizzata su una superficie magnetizzata). Una volta ottenuto il dottorato, andò per sei mesi all'Istituto F. Kohlrausch di Strasburgo. Nel 1895, tornato da Strasburgo, Zeeman divenne Privatdozent in matematica e fisica a Leida. Lo stesso anno si sposò con Johanna Elisabeth Lebret (1873–1962), da cui ebbe tre figlie e un figlio. 

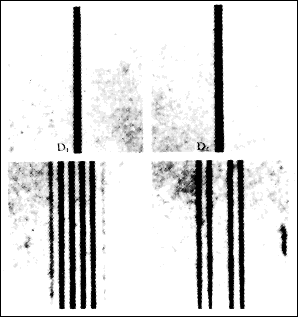
Foto di Zeeman dell'effetto che prese il suo nome

 Nel 1896, tre anni dopo la sua tesi sull'effetto Kerr, scoprì quello che poi divenne noto come effetto Zeeman. Come approfondimento della sua tesi di ricerca, cominciò a studiare l'effetto di un campo magnetico su una sorgente di luce. Scoprì che una linea spettrale viene separata in più componenti sotto l'effetto del campo magnetico. Lorentz sentì parlare per la prima volta delle osservazioni di Zeeman sabato 31 ottobre 1896, al meeting dell'Accademia Reale delle Arti e delle Scienze dei Paesi Bassi di Amsterdam, dove questi risultati vennero annunciati da Kamerlingh Onnes. Il lunedì seguente, Lorentz chiamò Zeeman nel suo ufficio e gli presentò una spiegazione delle sue osservazioni, basata sulla sua teoria della radiazione elettromagnetica.
L'importanza della scoperta di Zeeman divenne presto evidente: si trattava della prima conferma delle predizioni di Lorentz sulla polarizzazione della luce emessa alla presenza di un campo magnetico. Dalle osservazioni di Zeeman fu evidente che le particelle oscillanti (che secondo le teorie di Lorentz erano la sorgente dell'emissione luminosa) erano cariche negativamente, e che erano circa un migliaio di volte più leggere di un atomo di idrogeno. Questa conclusione venne raggiunta poco tempo prima della scoperta dell'elettrone da parte di Thomson (che di fatto fornì un'evidenza sperimentale a quanto calcolato da Lorentz separatamente), e segnò un passo importante nella scoperta della struttura dell'atomo.

## Professore ad Amsterdam

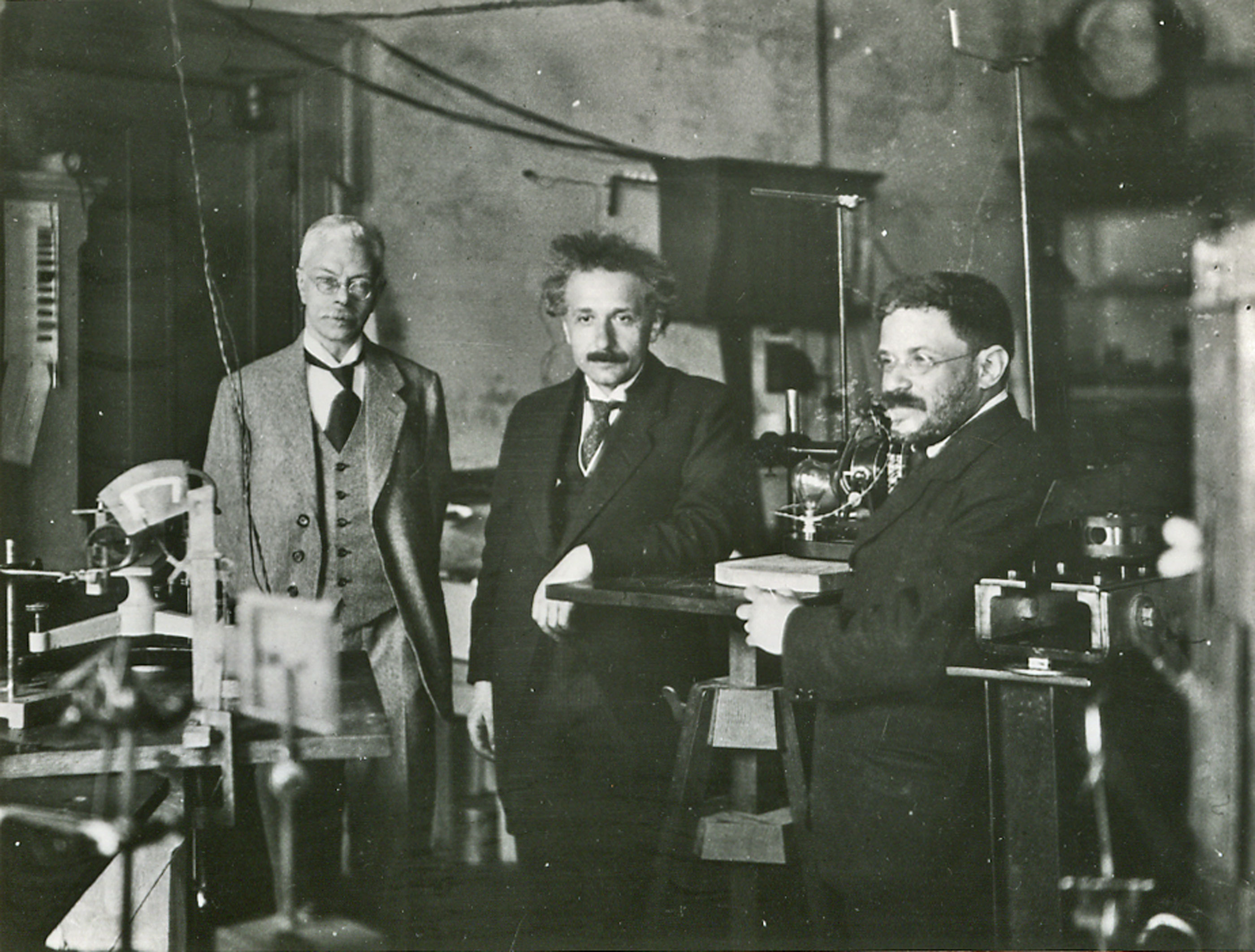
Einstein in visita a Pieter Zeeman ad Amsterdam, con il suo amico Ehrenfest. (1920 circa)

Grazie alla sua scoperta, a Zeeman venne offerta la carica di lettore ad Amsterdam nel 1897, e nel 1900 venne promosso professore di fisica all'Università di Amsterdam. Nel 1902 gli venne conferito il Premio Nobel per la fisica per la scoperta dell'effetto Zeeman, insieme al suo primo mentore Lorentz. Cinque anni più tardi, nel 1908, succedette a Van der Waals come professore ordinario e Direttore del Physics Institute di Amsterdam. Questa nuova posizione gli permise di raffinare i suoi studi sull'effetto Zeeman. Per il resto della sua carriera continuò ad interessarsi ai fenomeni ottico-magnetici, ma studiò anche la propagazione della luce in mezzi in movimento, argomento diventato di interesse centrale nella fisica dopo la scoperta della relatività ristretta di Albert Einstein. Più tardi nella sua carriera si interessò anche di spettrometria di massa.
Nel 1923 venne costruito un nuovo laboratorio ad Amsterdam, che dal 1940 fu rinominato Zeeman Laboratory.

## Ultimi anni
Nel 1898, Zeeman fu eletto membro dell'Accademia Reale delle Arti e delle Scienze di Amsterdam, e ne divenne segretario dal 1912 al 1920. Il 15 maggio 1910 divenne Socio dell'Accademia delle Scienze di Torino.
Vinse molte altre onorificenze, tra cui la prestigiosa Henry Draper Medal nel 1921. Divenne professore Emerito nel 1935.
Zeeman morì il 9 ottobre 1943 ad Amsterdam, e venne sepolto ad Haarlem.

## Riconoscimenti
- Medaglia Matteucci (1912)
- Medaglia Henry Draper (1921)
- Medaglia Rumford (1922)

Il cratere Zeeman sulla Luna porta il suo nome come pure un asteroide, 29212 Zeeman.

## Pubblicazioni
- Pieter Zeeman, The Effect of Magnetisation on the Nature of Light Emitted by a Substance, in Nature, vol. 55, febbraio 1897,  p. 347 (archiviato dall'url originale il 4 luglio 2007).
- Oliver Lodge, The Influence of a Magnetic Field on Radiation Frequency, in Proceedings of the Royal Society of London, vol. 60, 11 febbraio 1897,  pp. 513-514.
- J Larmor, The Influence of a Magnetic Field on Radiation Frequency, in Proceedings of the Royal Society of London, vol. 60, 11 febbraio 1897,  pp. 514-515.
- P Zeeman, Fresnel's coefficient for light of different colours. (First part), in Royal Netherlands Academy of Art and Sciences, Proceedings, vol. 17, I, 1914,  pp. 445-451. URL consultato il 16 febbraio 2007 (archiviato dall'url originale il 19 maggio 2009).
- P Zeeman, Fresnel's coefficient for light of different colours. (Second part), in Royal Netherlands Academy of Art and Sciences, Proceedings, vol. 18, I, 1915,  pp. 398-408. URL consultato il 16 febbraio 2007 (archiviato dall'url originale il 19 maggio 2009).
- Zeeman, P. (1900), The Effects Of A Magnetic Field On Radiation Memoirs By Faraday Kerr And Zeeman (American Book Company)
- Zeeman, P. (1913), Researches in magneto-optics: with special reference to the magnetic resolution of spectrum lines (London: Macmillan)